# Albert Grossman
Albert B. Grossman (ur. 1926 w Chicago, zm. 25 stycznia 1986 w Londynie, Wielka Brytania) – amerykański menedżer muzyczny, działających w latach 60. i 70.
Mimo że jest najbardziej znany ze swoich kontaktów z Bobem Dylanem, współpracował także z Janis Joplin, The Band, Paulem Butterfieldem, Peter, Paul and Mary, Odettą, Bobem Gibsonem, Gordonem Lightfootem czy Ian and Sylvia. Jego rodzina o korzeniach żydowskich wywodzi się z Rosji. Grossman ukończył ekonomię na Uniwersytecie Roosevelta, pracował dla chicagowskich spółdzielni mieszkaniowych dopóki nie został z pracy tej zwolniony pod koniec lat 50. (być może z powodu wykroczeń) i zajął się rozwijającymi wówczas klubami. Otworzył wówczas w Chicago klub folkowy „The Gate of Horn”, a także studio nagraniowe. W 1959 r. razem z George’em Weinem zainicjował Newport Folk Festival.
W 1969 r. Grossman wybudował Bearsville Recording Studio w górach Catskill niedaleko Woodstock w stanie Nowy Jork i założył wytwórnię Bearsville Records. Studio cały czas prowadzi wdowa po Grossmanie, Sally (nota bene kobieta w czerwieni na okładce albumu Boba Dylana Bringing It All Back Home).
Grossman zmarł w 1986 na pokładzie samolotu Concorde lecącego z Nowego Jorku do Londynu. Jest pochowany w Woodstock.
Grossman występuje w dokumentalnym filmie Dont Look Back (1965), opowiadającym o tournée Dylana po Wielkiej Brytanii.